# Аратока
Аратока (исп. Aratoca) — город и муниципалитет в северо-восточной части Колумбии, на территории департамента Сантандер. Входит в состав провинции Гуанента.

## История
Поселение, из которого позднее вырос город, было основано 5 августа 1750 года донами Доминго де Росасом, Франсиско Эспиносой, Антонио Сальгадо и Антонио Флоресом.

## Географическое положение

Муниципалитет Аратока

Город расположен в восточной части департамента, в горной местности Восточной Кордильеры, на расстоянии приблизительно 44 километров к юго-юго-востоку (SSE) от города Букараманги, административного центра департамента. Абсолютная высота — 1803 метра над уровнем моря.
Муниципалитет Аратока граничит на севере с территорией муниципалитета Пьедекуэста, на востоке — с муниципалитетом Сепита, на юге — с муниципалитетом Курити, на западе — с муниципалитетом Хордан, на северо-западе — с муниципалитетом Лос-Сантос. Площадь муниципалитета составляет 163,6 км².

## Население
По данным Национального административного департамента статистики Колумбии, совокупная численность населения города и муниципалитета в 2015 году составляла 8312 человек.
Динамика численности населения муниципалитета по годам:
| 2005 | 2006 | 2007 | 2008 | 2009 | 2010 | 2011 | 2012 | 2013 | 2014 | 2015 |
| ---- | ---- | ---- | ---- | ---- | ---- | ---- | ---- | ---- | ---- | ---- |
| 8395 | 8388 | 8381 | 8374 | 8366 | 8358 | 8349 | 8340 | 8331 | 8322 | 8312 |

Согласно данным переписи 2005 года мужчины составляли 51,9 % от населения Аратоки, женщины — соответственно 48,1 %. В расовом отношении белые и метисы составляли 99,96 % от населения города; негры, мулаты и райсальцы — 0,04 %.
Уровень грамотности среди всего населения составлял 81,5 %.

## Экономика
Основу экономики Аратоки составляют сельское хозяйство и добыча полезных ископаемых.
49,7 % от общего числа городских и муниципальных предприятий составляют предприятия торговой сферы, 43,4 % — промышленные предприятия, 6,1 % — предприятия сферы обслуживания, 0,8 % — предприятия иных отраслей экономики.

## Транспорт
Через город проходит национальное шоссе № 45А (исп. Ruta Nacional 45А).